# Preambule
Preambule (z lat. preambulus – úvodní, předcházející) je úvodní, zpravidla slavnostní, část textu nějakého písemného dokumentu (např. listin, stanov nebo právních předpisů, jako jsou zákony a ústavy), která stanovuje úmysl, záměr, význam či smysl textu následujícího za preambulí.
Preambule obsahují obvykle ústavy států. Obsahují jak část historickou, která odkazuje na předešlá státní zřízení a odůvodňuje nynější státní existenci, tak část, která obsahuje základní hodnoty a zásady fungování státu i obecnou definici základních práv a povinností občanů. U právních předpisů je závaznost preambulí sporná, vždy však může sloužit jako výkladová pomůcka.